# سانگ‌یانگ رکستون
سانگ یانگ رکستون (کره ای: 쌍용 렉스턴) یک شاسی بلند است که توسط سانگ یانگ موتور از اواخر سال ۲۰۰۱ تولید می‌شود. نام رکستون از عنوان لاتین «رکس» و کلمه انگلیسی «تون» گرفته شده‌است که به معنای صدای حاکم است.
در سال ۲۰۱۷، نسل دوم رکستون در سئول و در فرانکفورت به بازار اروپا عرضه شد. از ویژگی‌های این خودرو می‌توان به سواری مناسب در شهر و امکانات آفرود آن اشاره کرد. این خودرو دارای سه ریف صندلی که توانایی ۷ سرنشین را داراست و توسط استودیوی طراحی ایتال دیزاین طراحی شده‌است. در ایران نیز این خودرو از سال ۱۳۹۰ توسط شرکت رامک خودرو عرضه شده‌است. این ماشین به علت داشتن کمک فنرهای گازی و موتور M۱۱۱ ۳۲۰ مرسدس با تنفس طبیعی ۲۲۰ اسب بخار سواری خوب و مناسب برای سواری در شهر است. نسل دوم این خودرو در نمایشگاه بین‌المللی خودروی آلمان رونمایی شد.

## ایمنی
نسل دوم رکستون مجهز به ۱۰ ایربگ شامل کیسه هوای زانویی راننده و ایربگ‌های ردیف دوم جانبی است. همچنین دارای سیستم رانندگی ایمنی هوشمند از جمله سیستم ترمز اضطراری خودکار (AEBS)، سیستم جلوگیری از برخورد (FCWS)، سیستم هشدار خروج از خط (LDWS)، کمک نور بالا (HBA)، کمک تغییر مسیر (LCA)، نمایشگر نقطه کور (BSM) و عقب متقاطع و سیستم هوشمند هشدار ترافیک (RCTA) است.

## جوایز
رکستون در کره، به عنوان جایزه بهترین طراحی ارگونومیک توسط انجمن ارگونومی رسید. همچنین جایزه نخست‌وزیر در جایزه طراحی عالی کره در سال ۲۰۱۷ را دریافت کرد. در جوایز سال ۲۰۱۸ سه عنوان از جمله بهترین خودرو آفرودی با ارزش و 4x4 سال ۲۰۱۸ را به دست آورد.

## نگارخانه

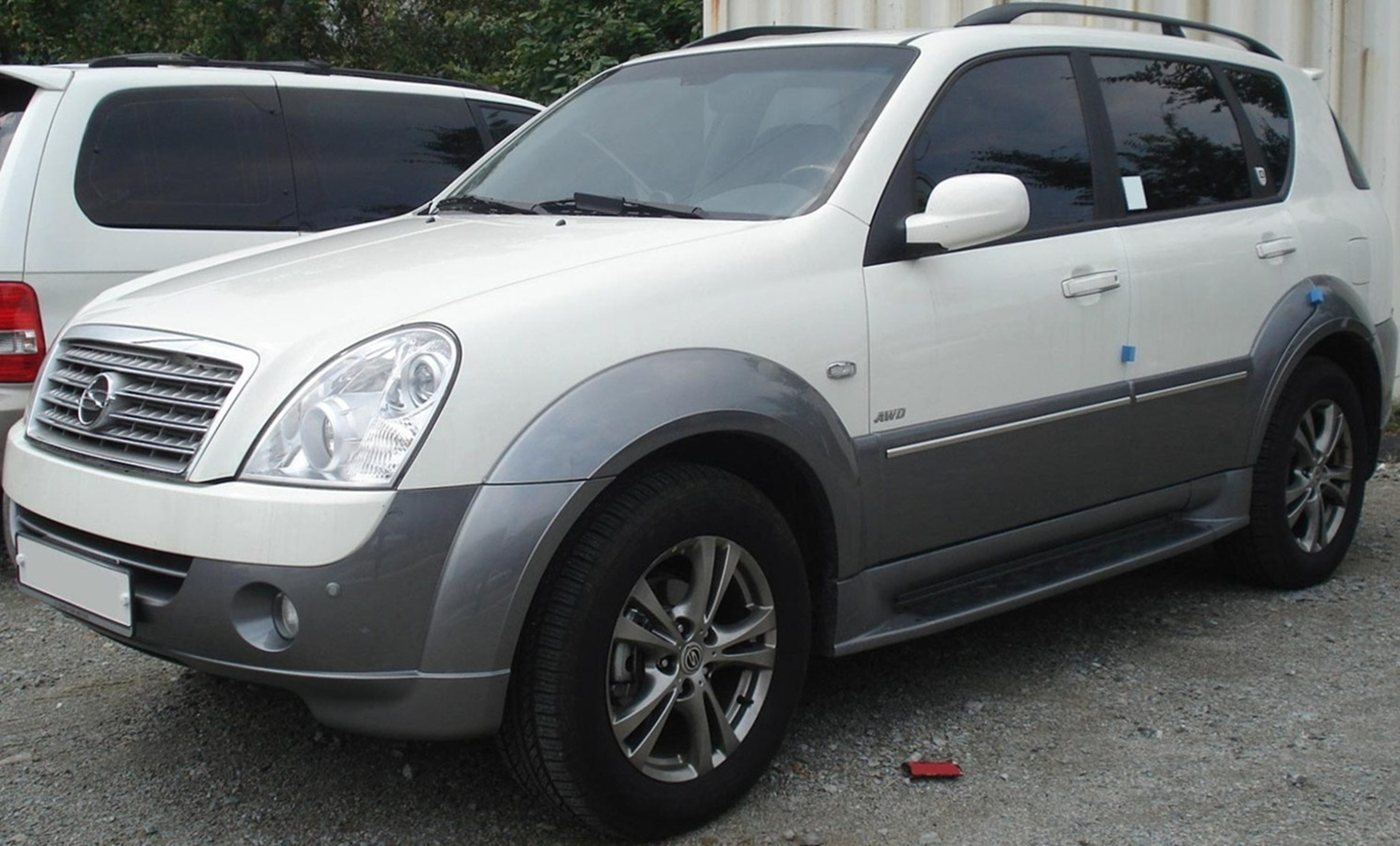
نسل اول فیس لیفت
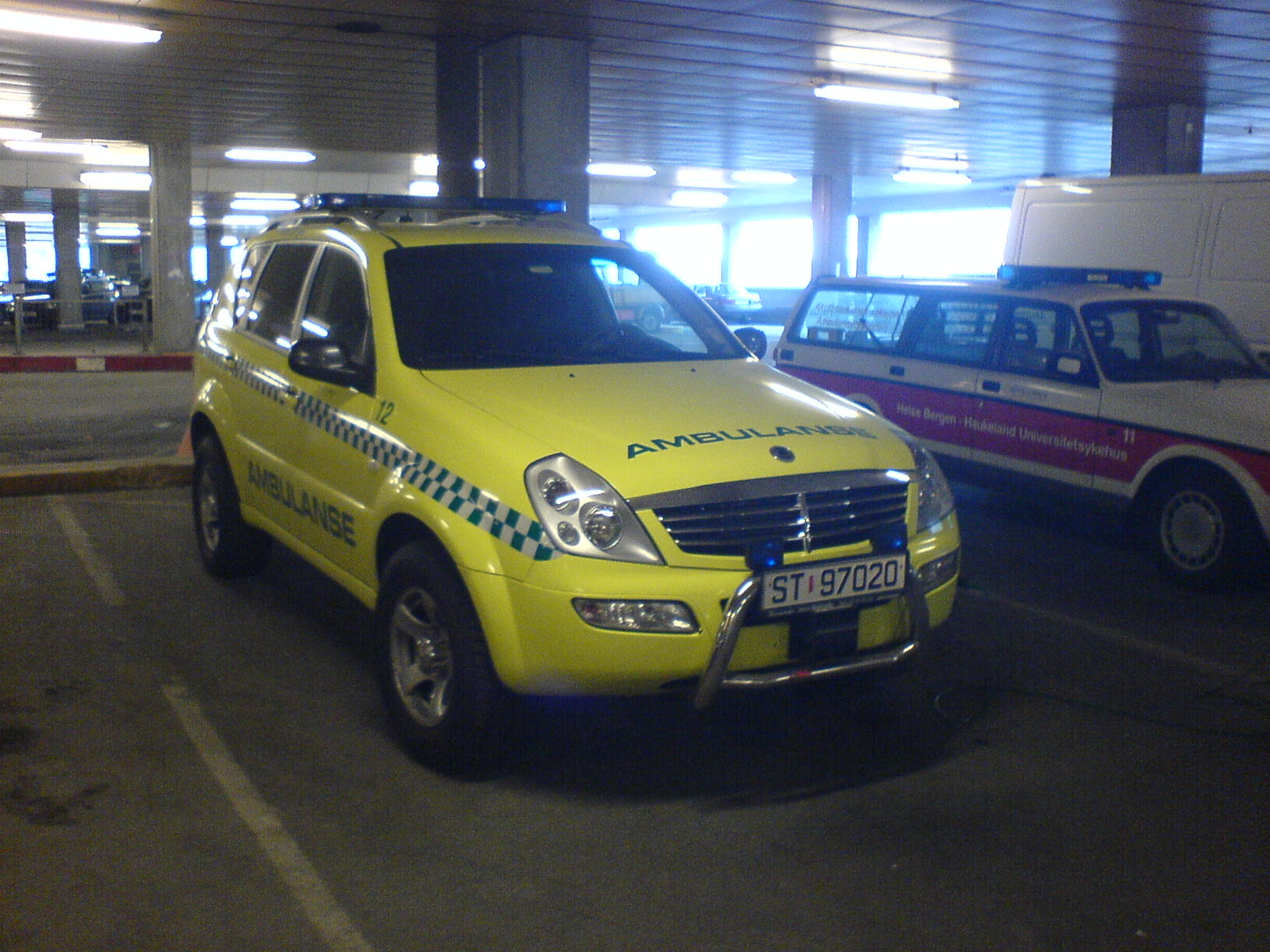
نسل اول
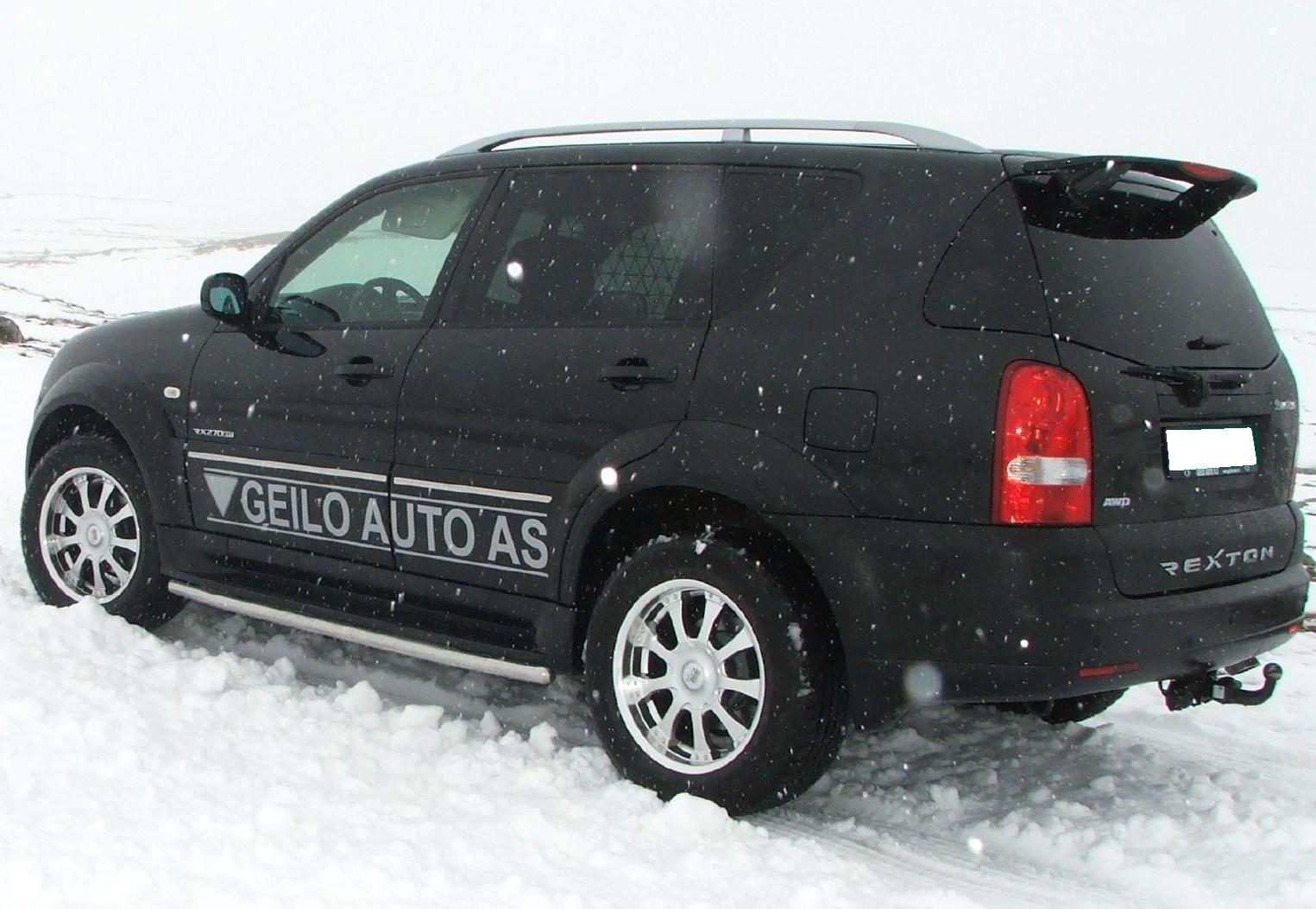
نسل اول فیس لیفت
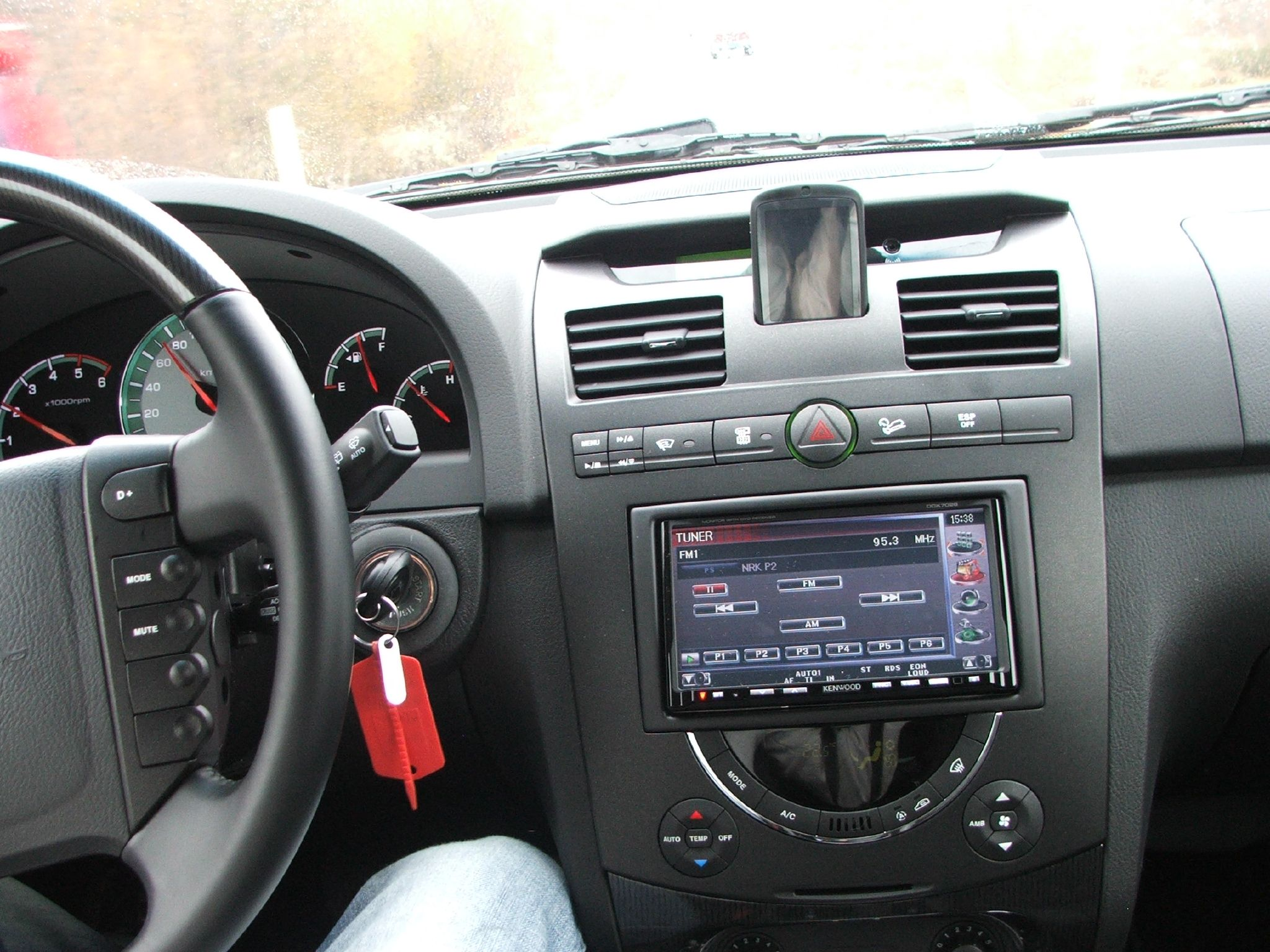
داخل کابین نسل اول
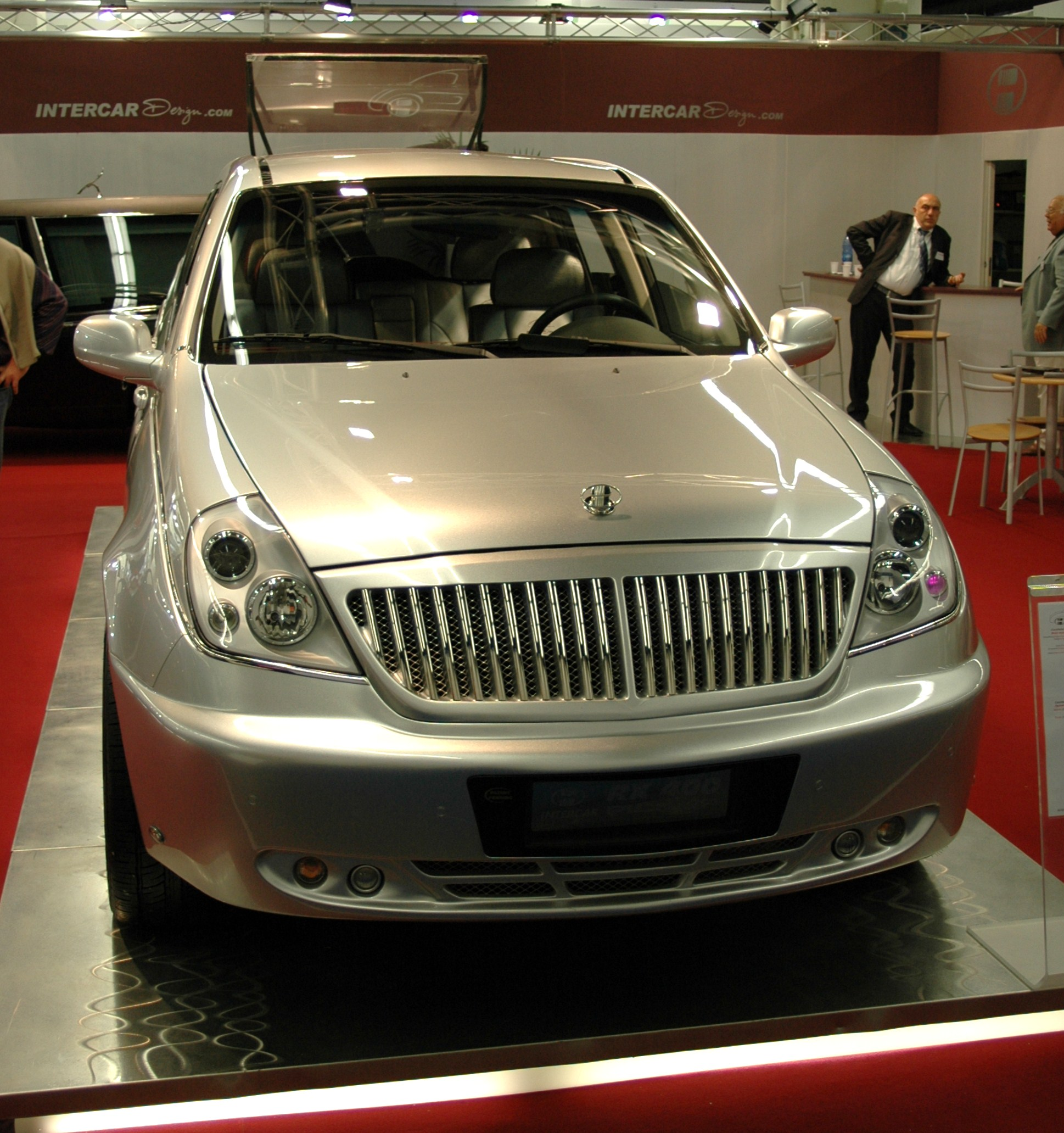
نسل اول
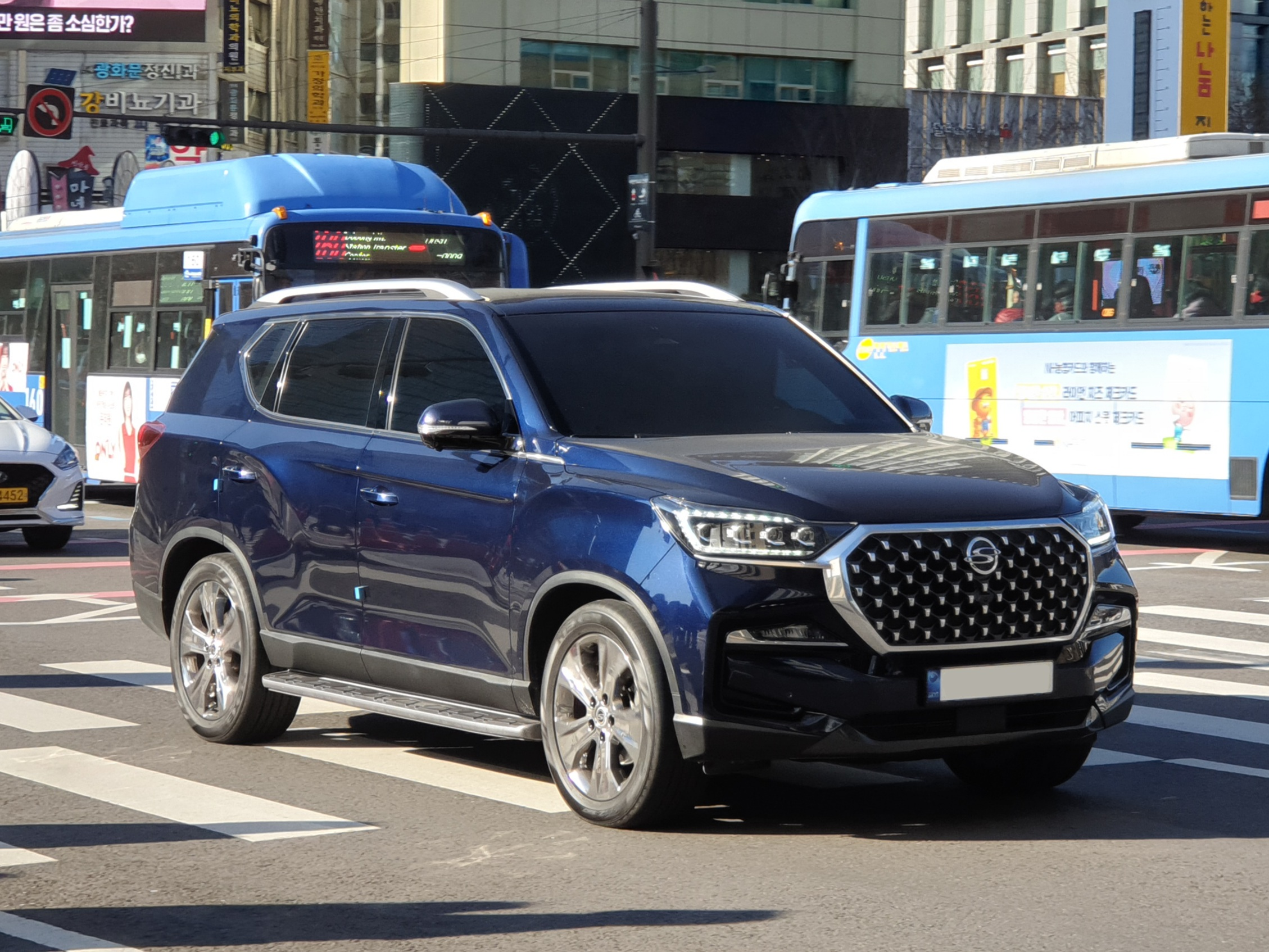
نسل دوم
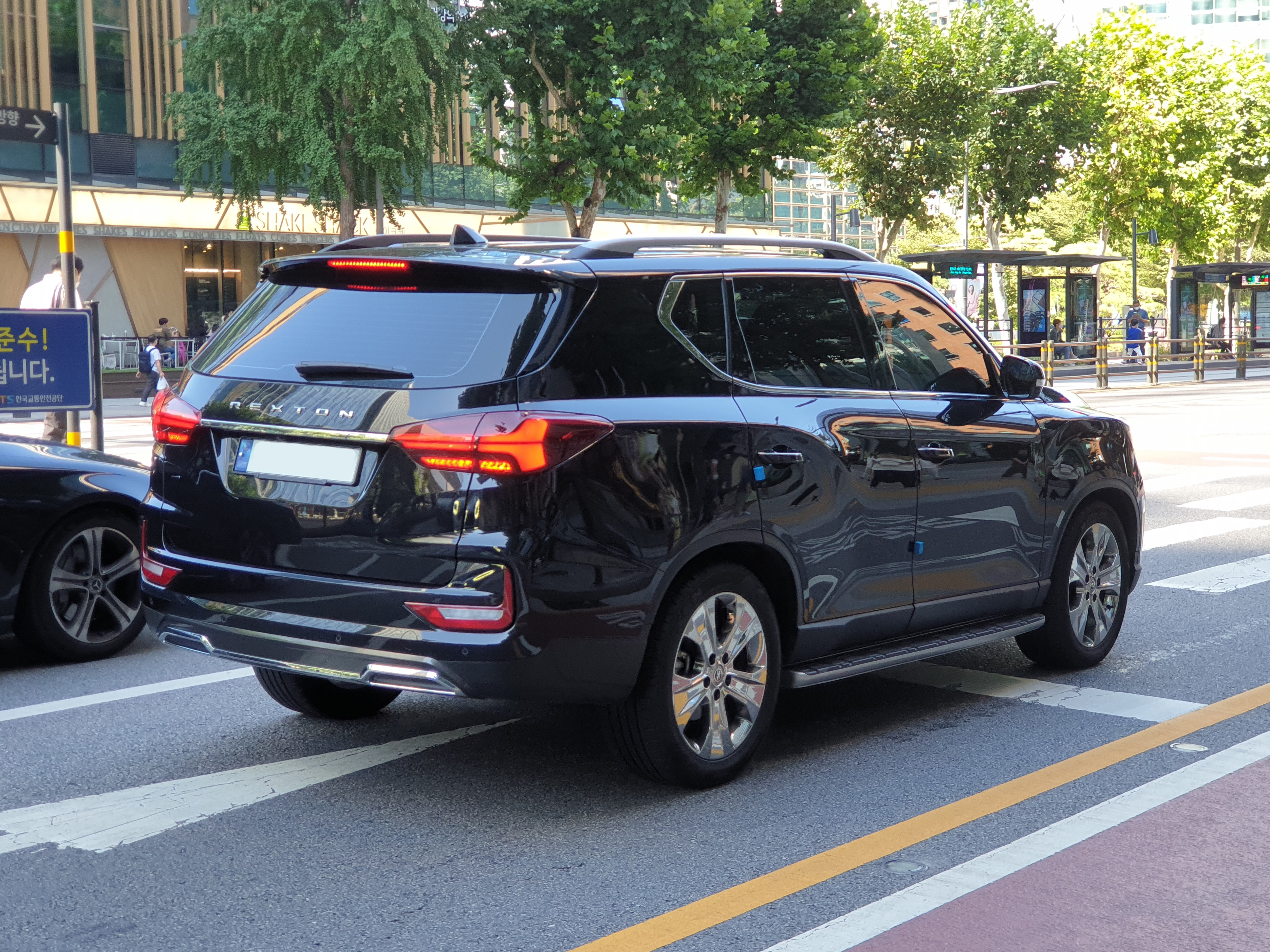
نسل دوم
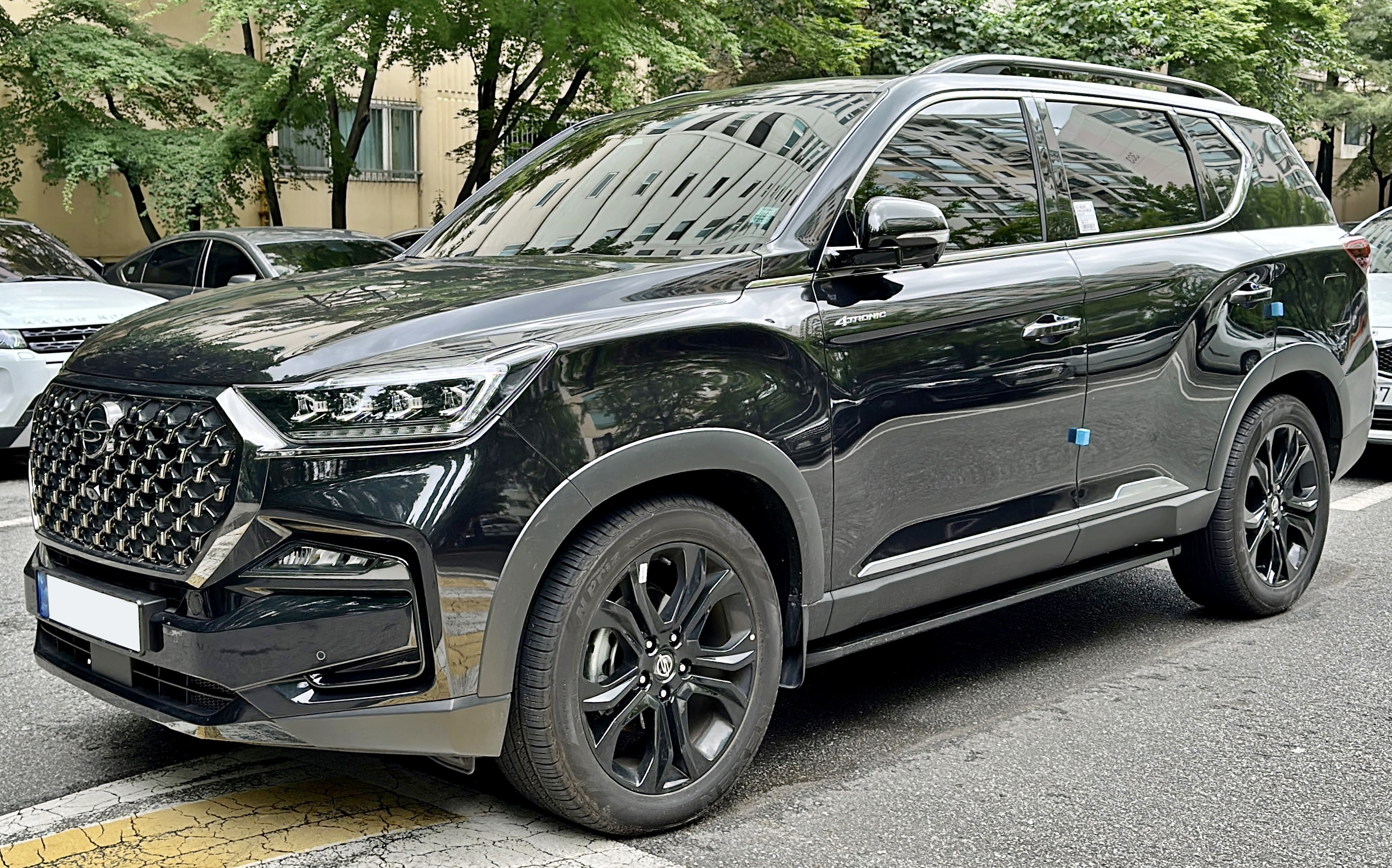
نسل دوم فیس لیفت